# Élections législatives de 1967 à Saint-Pierre-et-Miquelon
Les élections législatives françaises de 1967 se déroulent les 5 et 12 mars. Dans le territoire de Saint-Pierre-et-Miquelon, un député est à élire dans le cadre d'une circonscription.

## Élus
| Circonscription        | Député sortant                               | Parti | Parti  | Député élu ou réélu       | Parti | Parti |
| ---------------------- | -------------------------------------------- | ----- | ------ | ------------------------- | ----- | ----- |
| Circonscription unique | Henry Le Besnerais suppléant d'Albert Briand |       | Divers | Jacques-Philippe Vendroux |       | UD-Ve |

## Résultats

### Résultats à l'échelle du territoire
| Parti          | Parti                                      | Premier tour | Premier tour | Second tour | Second tour | Siège |
| Parti          | Parti                                      | Voix         | %            | Voix        | %           | Siège |
| -------------- | ------------------------------------------ | ------------ | ------------ | ----------- | ----------- | ----- |
|                | Union des démocrates pour la Ve République | 1 170        | 49,53        | 1 328       | 100,00      | 1     |
|                | Union des républicains de progrès          | 1 170        | 49,53        | 1 328       | 100,00      | 1     |
|                |                                            |              |              |             |             |       |
|                | Divers                                     | 1 192        | 50,47        | Retrait     | Retrait     | 0     |
|                |                                            |              |              |             |             |       |
| Inscrits       | Inscrits                                   | 3 183        | 100,00       | 3 185       | 100,00      | 1     |
| Abstentions    | Abstentions                                | 690          | 21,68        | 1 077       | 33,81       |       |
| Votants        | Votants                                    | 2 493        | 78,32        | 2 108       | 66,19       |       |
| Blancs et nuls | Blancs et nuls                             | 131          | 5,25         | 780         | 37          |       |
| Exprimés       | Exprimés                                   | 2 362        | 94,75        | 1 328       | 63          |       |

### Résultats par circonscription
| Candidat | Candidat                      | Parti          | Premier tour | Premier tour | Second tour | Second tour |  |
| Candidat | Candidat                      | Parti          | Voix         | %            | Voix        | %           |  |
| --- | ----------------------------- | -------------- | ------------ | ------------ | ----------- | ----------- |  |
| | Jacques-Philippe Vendroux élu | UD-Ve          | 1 170        | 49,53        | 1 328       | 100,00      |  |
| | Albert Pen                    | Divers         | 741          | 31,37        | Retrait     | Retrait     |  |
| | Henry Le Besnerais            | Divers         | 451          | 19,09        |             |             |  |
| |                               |                |              |              |             |             |  |
| Inscrits | Inscrits                      | Inscrits       | 3 183        | 100,00       | 3 185       | 100,00      |  |
| Abstentions | Abstentions                   | Abstentions    | 690          | 21,68        | 1 077       | 33,81       |  |
| Votants | Votants                       | Votants        | 2 493        | 78,32        | 2 108       | 66,19       |  |
| Blancs et nuls | Blancs et nuls                | Blancs et nuls | 131          | 5,25         | 780         | 37          |  |
| Exprimés | Exprimés                      | Exprimés       | 2 362        | 94,75        | 1 328       | 63          |  |
| Source : France, Ministère de l'intérieur. Les Elections législatives . Métropole., la Documentation française, 1967 (lire en ligne) |                               |                |              |              |             |             |  |